# Cantó de Saint-Doulchard
El cantó de Saint-Doulchard és un cantó francès del departament del Cher, situat al districte de Bourges. Té 3 municipis i el cap és Saint-Doulchard.

## Municipis
- La Chapelle-Saint-Ursin
- Marmagne
- Saint-Doulchard

## Història
| Data d'elecció                           | Identitat       | Partit        | Qualitat |
| ---------------------------------------- | --------------- | ------------- | -------- |
| 1982-1994                                | Henri Debord    | Divers droite |          |
| 1994-2011                                | Pierre Hospital | Divers droite |          |
| 2001-                                    | Yvon Beuchon    | Divers gauche |          |
| les dades anteriors no són pas conegudes |                 |               |          |
|                                          |                 |               |          |

## Demografia
| A partir de 1990: Població sense dobles comptes |